# Église Saint-Germain d'Auxerre de Courban
L'église Saint-Germain d'Auxerre  est une église romane du XIIe siècle modifiée au XVIe siècle située à Courban, en Côte-d'Or (France)

## Localisation
L'église se situe sur la Grande rue au centre du village de Courban en Côte-d'Or (Bourgogne-Franche-Comté).

## Histoire
Edifiée à la fin du XIIe siècle ou au début du XIIIe siècle par les Templiers lors de leur installation à Épailly l’église est remaniée entre le XVe siècle et le XVIe siècle avec adjonction du portique gothique et le renfort du clocher par des contreforts d’angles.
En 1890, la nef qui avait été prolongée d’une dizaine de mètres au XVIe siècle est ramenée à sa longueur initiale, le portail étant réintégré au nouveau pignon.

## Architecture
L’église orientée est construite en pierre de taille et revêtement. En forme de croix latine à nef unique plafonnée en voûte d'ogives, voûtes d'arêtes et voûtes en berceau datant du XVIe siècle, elle est présente un double transept selon une disposition fréquente en Champagne méridionale. Les toits à longs pans sont couverts de tuiles plates et d’ardoises.
Un remarquable portail gothique flamboyant en grand arc brisé est présent avec deux portes jumelles à linteaux en accolades surmontés de 3 pédicules qui portent des socles de statues. Le lourd clocher carré situé à la croisée des transepts est surmonté d’une flèche polygonale.
Le chœur quadrangulaire à fond plat percé d'une fenêtre avec une clé de voûte ornée d’un blason est caractéristique de l’art cistercien et templier. Présence d’un escalier droit dans-œuvre.

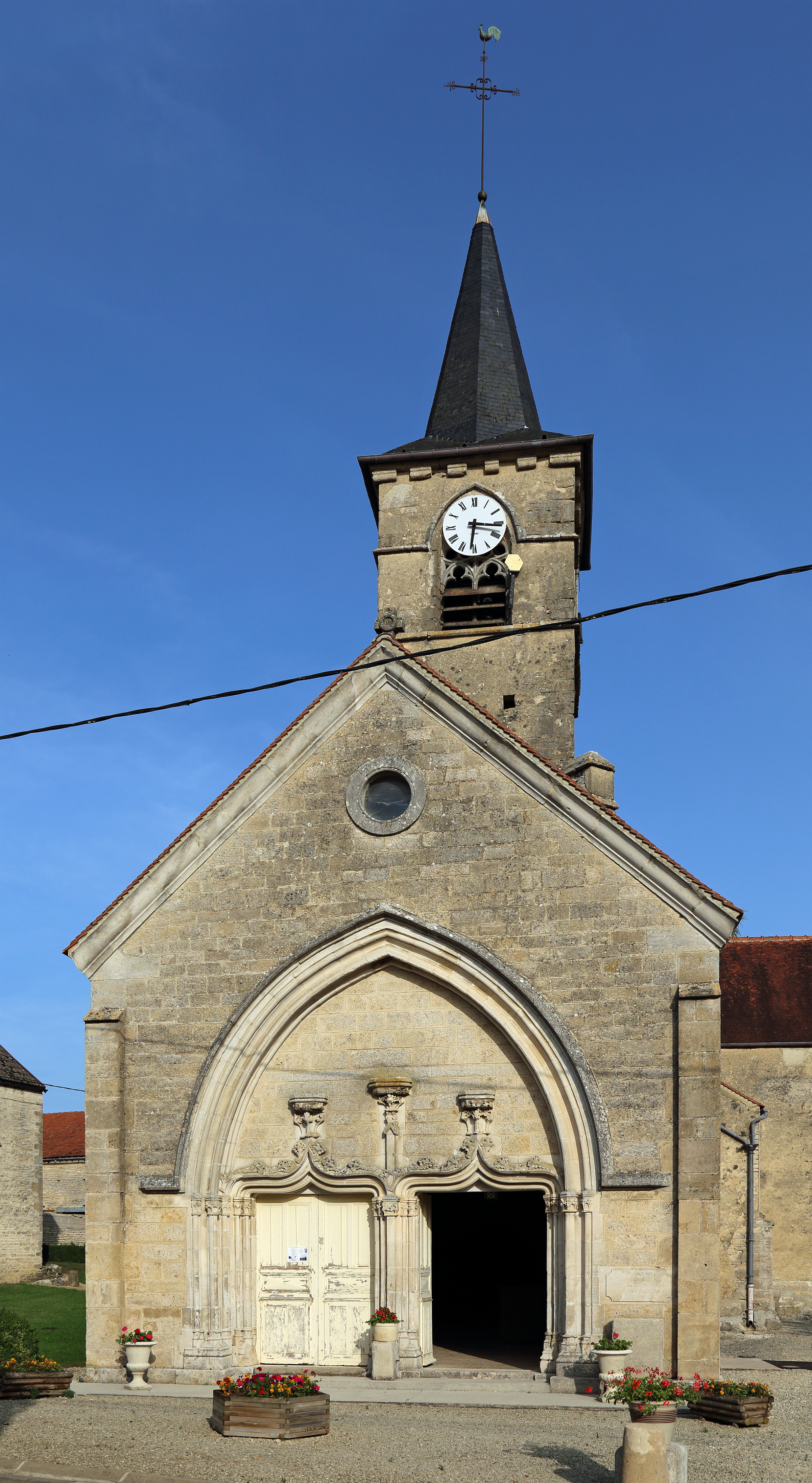
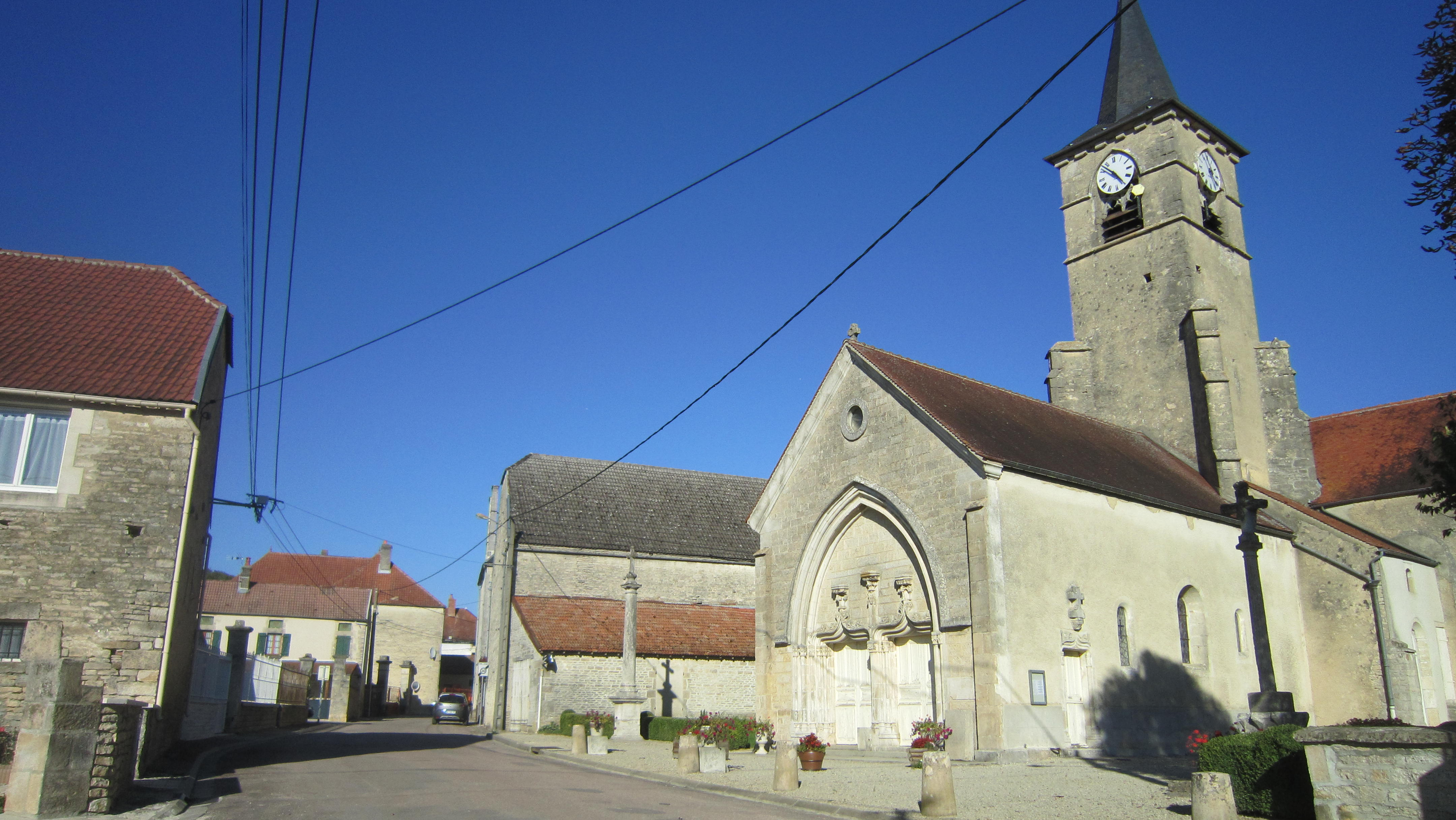
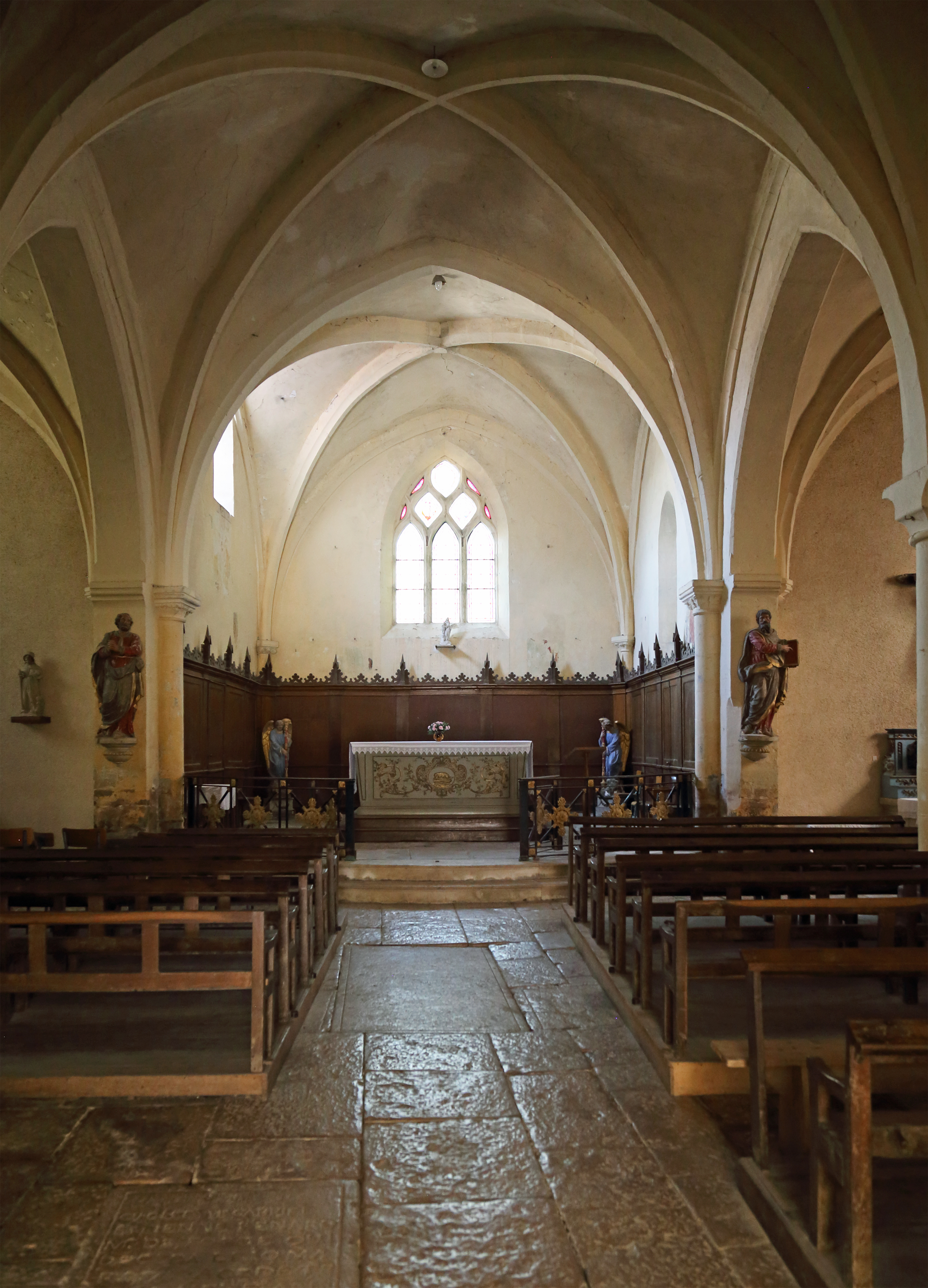

## Mobilier
L'église renferme une statuaire remarquable :
- Deux statues de pierre polychromes du XVIIe siècle, le Christ en majesté et le Père, représentent la sainte Trinité ; la colombe symbole du saint Esprit manque[3].
- Deux statues de pierre polychrome du XVIe siècle représentent l'éducation de la Vierge [4] et sainte Catherine d’Alexandrie[5].
- Deux statues de bois polychromes du XVIIe siècle représentent les apôtres Pierre et Paul[6].

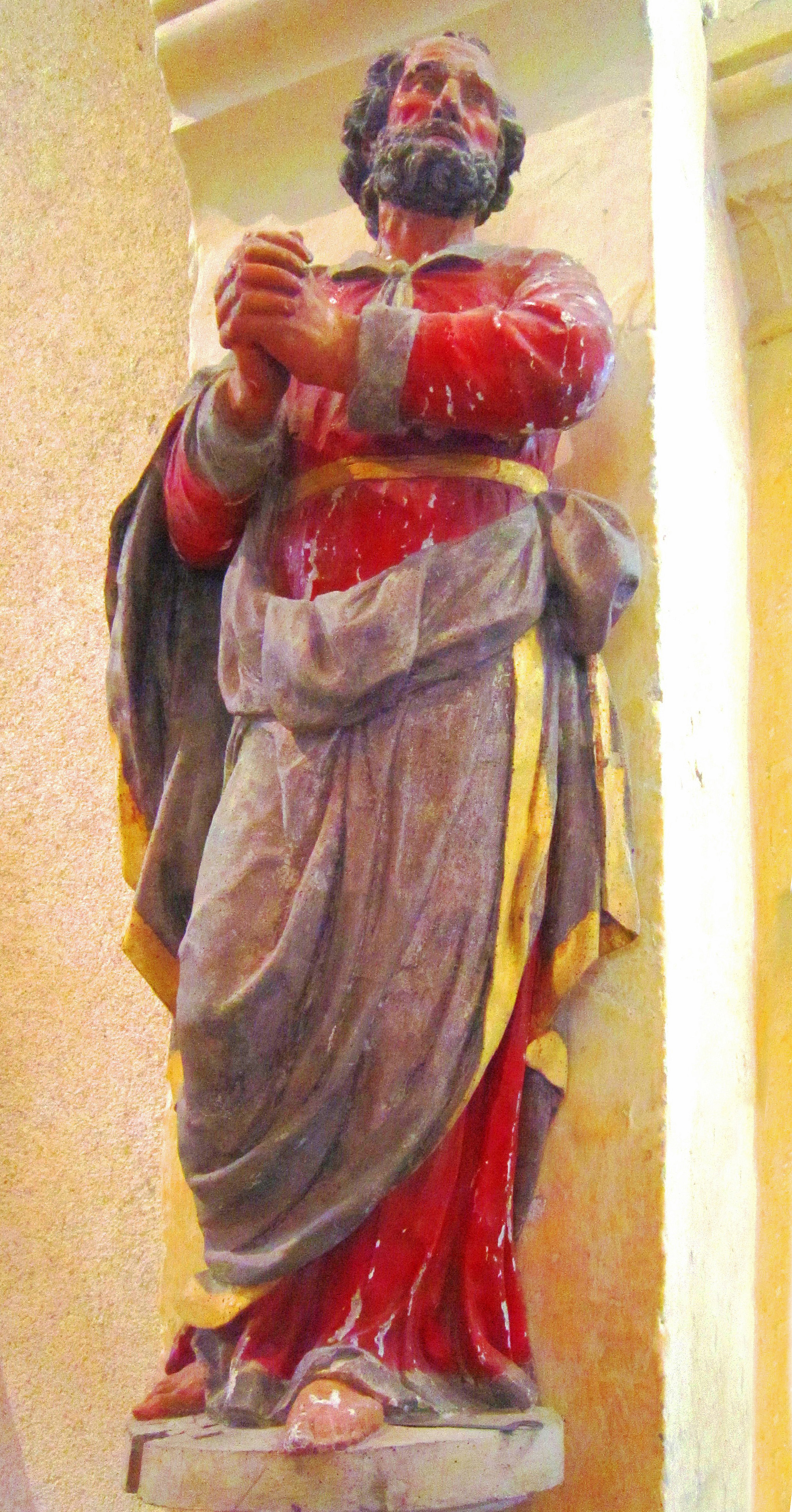
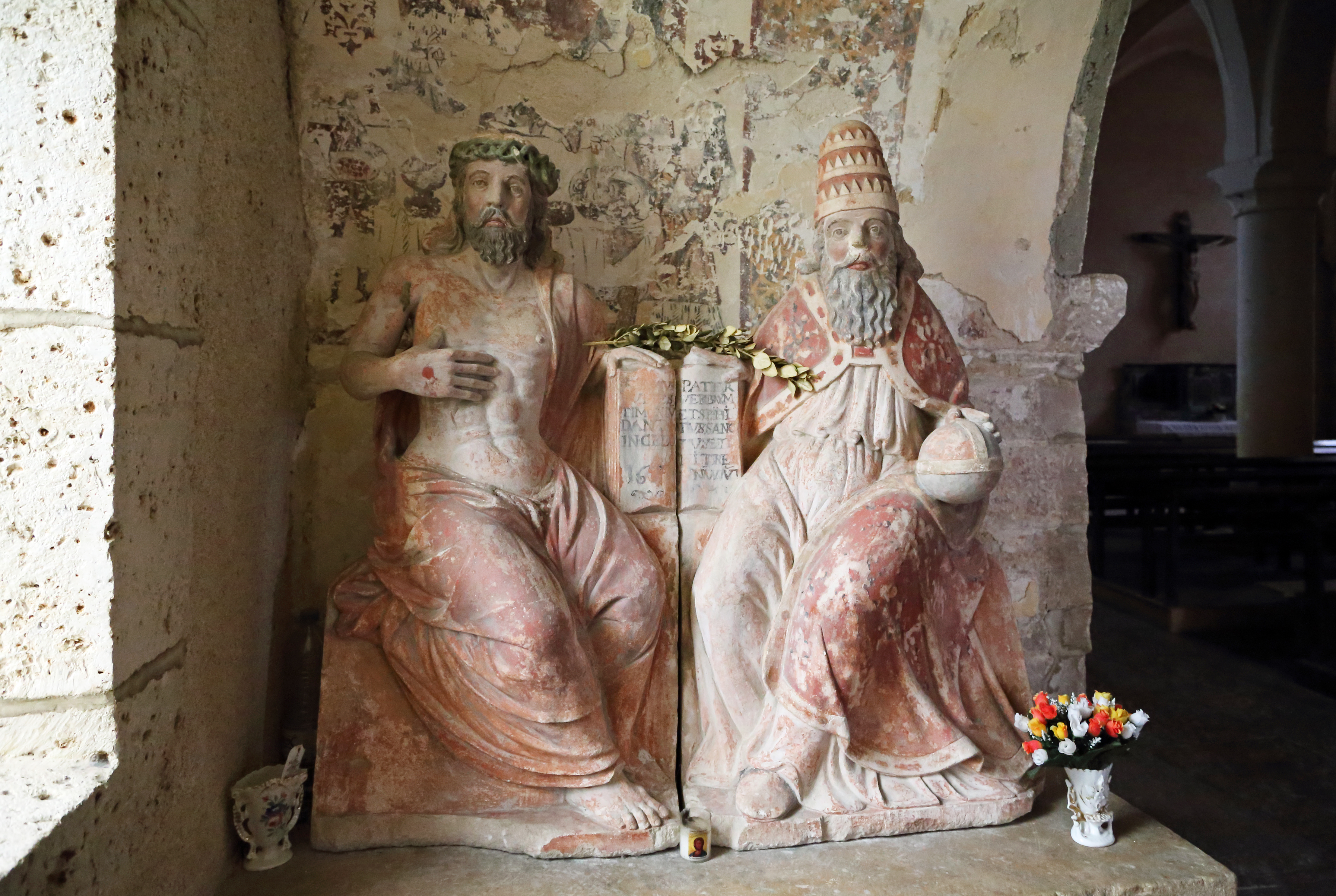
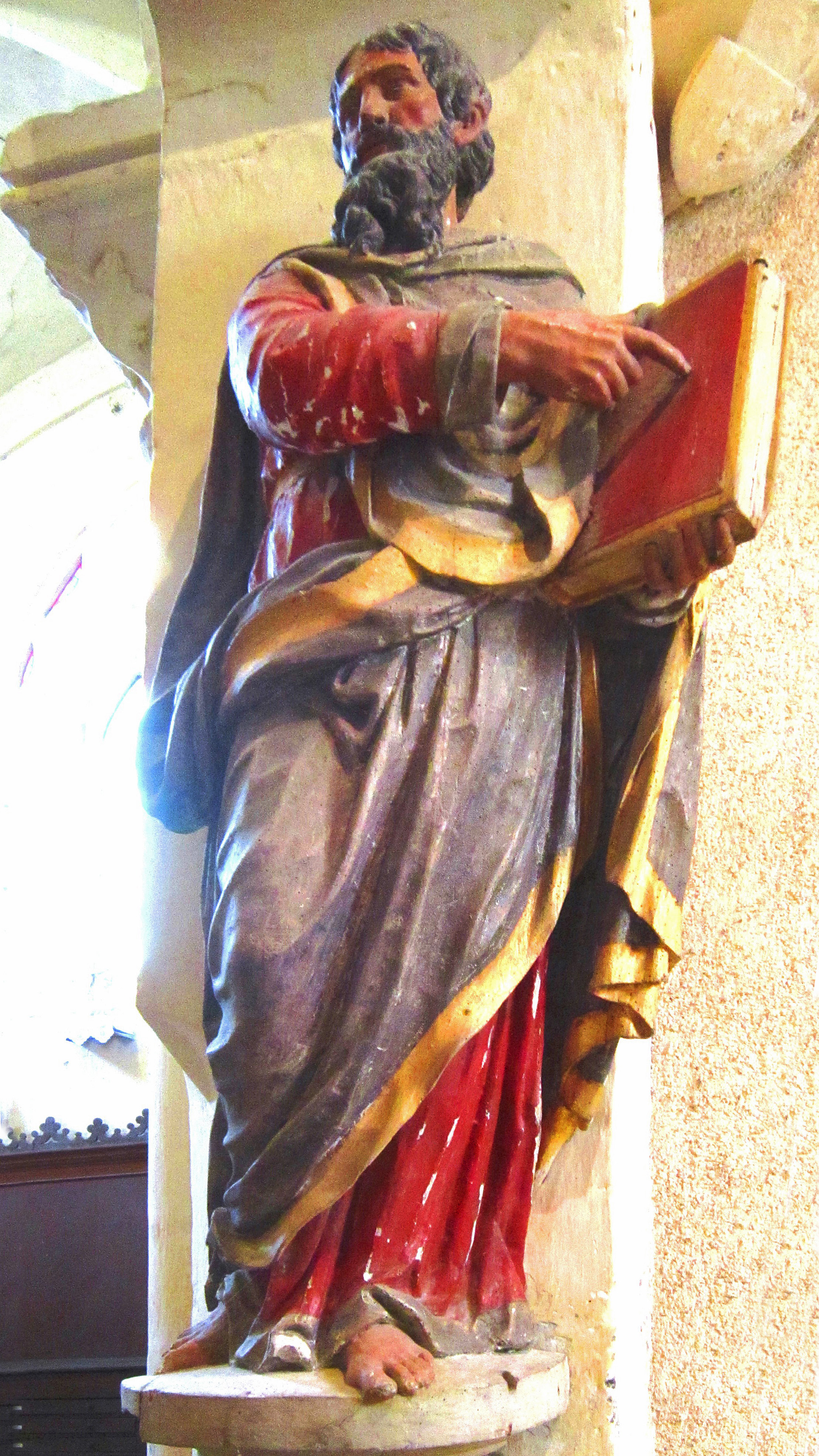

Outre les boiseries du sanctuaire, on note les peintures murales du XVIe siècle représentent des scènes de la vie de saint Jean Baptiste et dans le croisillon sud mention d'Henri IX, duc de Bavière, roi de Germanie, empereur romain 1640. Les vitraux du XIXe siècle et du XXe siècle représentent saint Nicolas et saint François de Sales. L'église renferme également deux piscines, une à l’entrée et une autre du XVe siècle dans le croisillon sud.

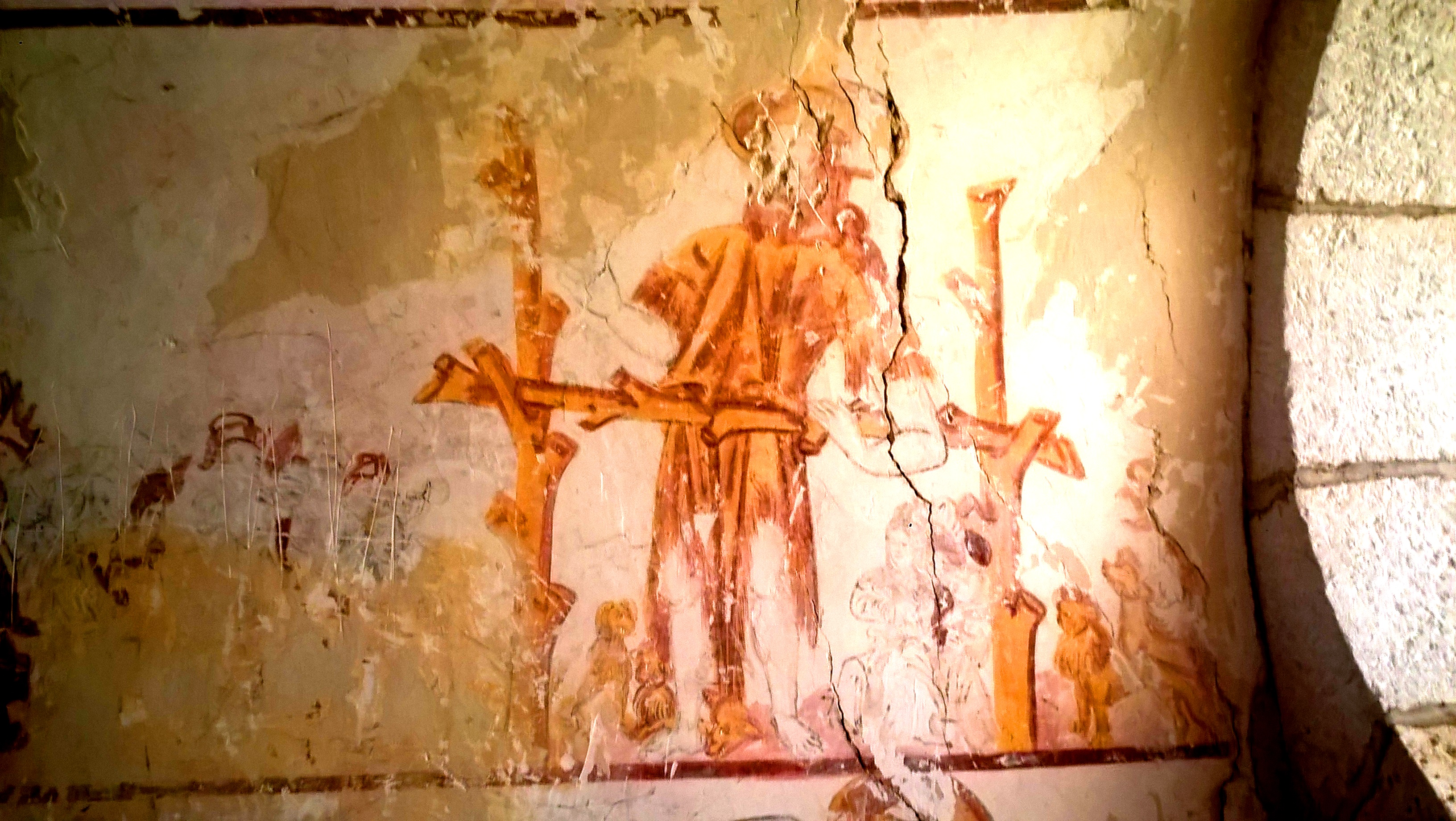
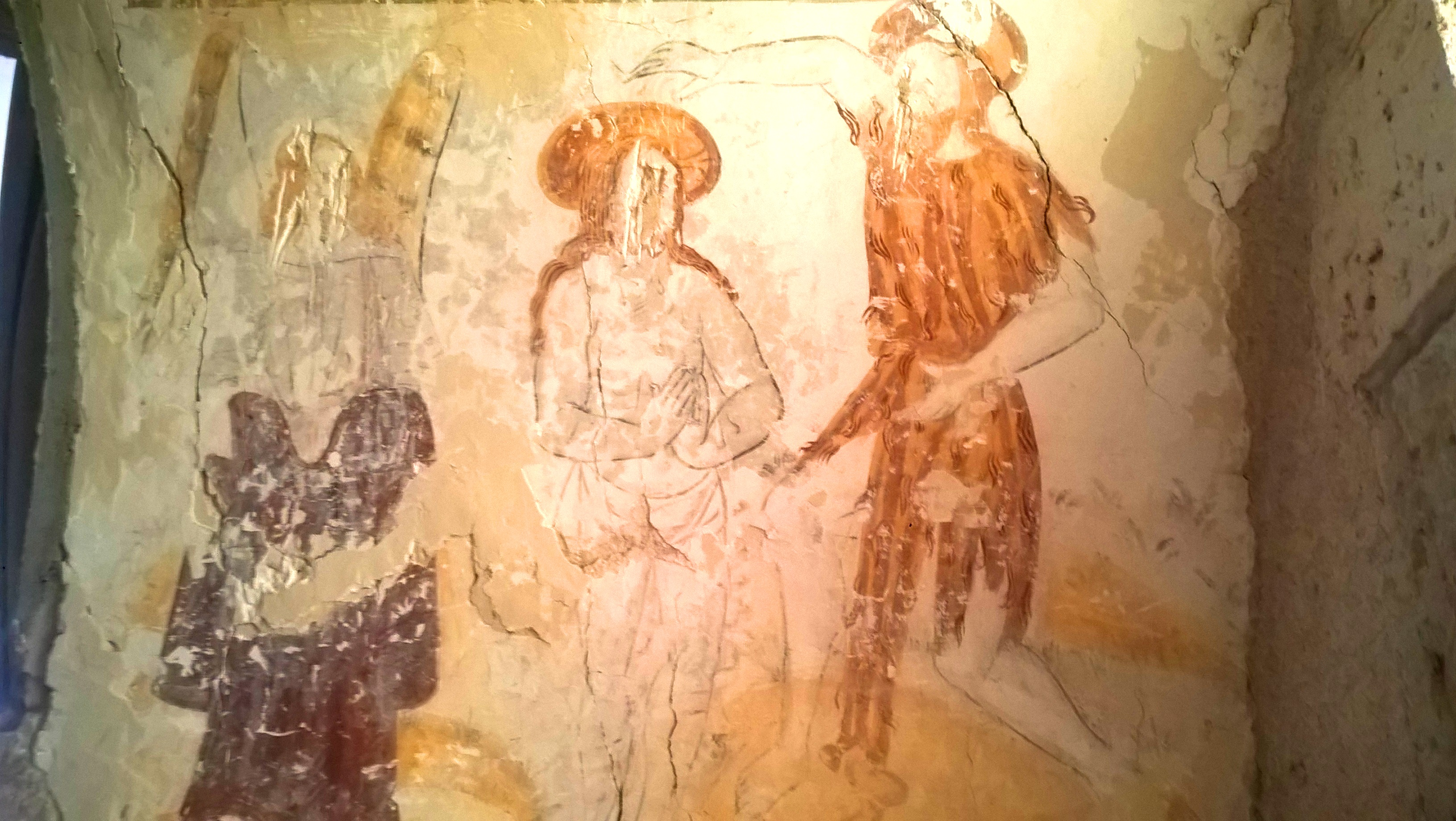